# Энтсайм
Энтса́йм или Энцгейм (фр. Entzheim) — коммуна на северо-востоке Франции в регионе Гранд-Эст (бывший Эльзас — Шампань — Арденны — Лотарингия), департамент Нижний Рейн, округ Страсбур, кантон Лингольсайм. До марта 2015 года коммуна административно входила в состав упразднённого кантона Гайспольсайм (округ Страсбур-Кампань).
Площадь коммуны — 8,17 км², население — 1827 человек (2006) с тенденцией к росту: 2073 человека (2013), плотность населения — 253,7 чел/км².

## Население
Население коммуны в 2011 году составляло 1777 человек, в 2012 году — 2007 человек, а в 2013-м — 2073 человека.
| 1962 | 1968 | 1975 | 1982 | 1990 | 1999 | 2006 | 2008 | 2011 | 2012 | 2013 |
| ---- | ---- | ---- | ---- | ---- | ---- | ---- | ---- | ---- | ---- | ---- |
| 944  | 1153 | 1092 | 1173 | 1796 | 1855 | 1827 | 1781 | 1777 | 2007 | 2073 |

Динамика населения:

## Экономика
В 2010 году из 1272 человек трудоспособного возраста (от 15 до 64 лет) 975 были экономически активными, 297 — неактивными (показатель активности 76,7 %, в 1999 году — 72,7 %). Из 975 активных трудоспособных жителей работали 906 человек (471 мужчина и 435 женщин), 69 числились безработными (37 мужчин и 32 женщины). Среди 297 трудоспособных неактивных граждан 118 были учениками либо студентами, 111 — пенсионерами, а ещё 68 — были неактивны в силу других причин.

## Достопримечательности (фотогалерея)
- Протестантская церковь
- Колокольня
- Здание мэрии
- Почта
- Здание отеля (1802)
- Аэропорт
- Парк